# Ischyrocerus enigmaticus
Ischyrocerus enigmaticus is een vlokreeftensoort uit de familie van de Ischyroceridae. De wetenschappelijke naam van de soort is voor het eerst geldig gepubliceerd in 1934 door Gurjanova.